# Bessemerprocedé

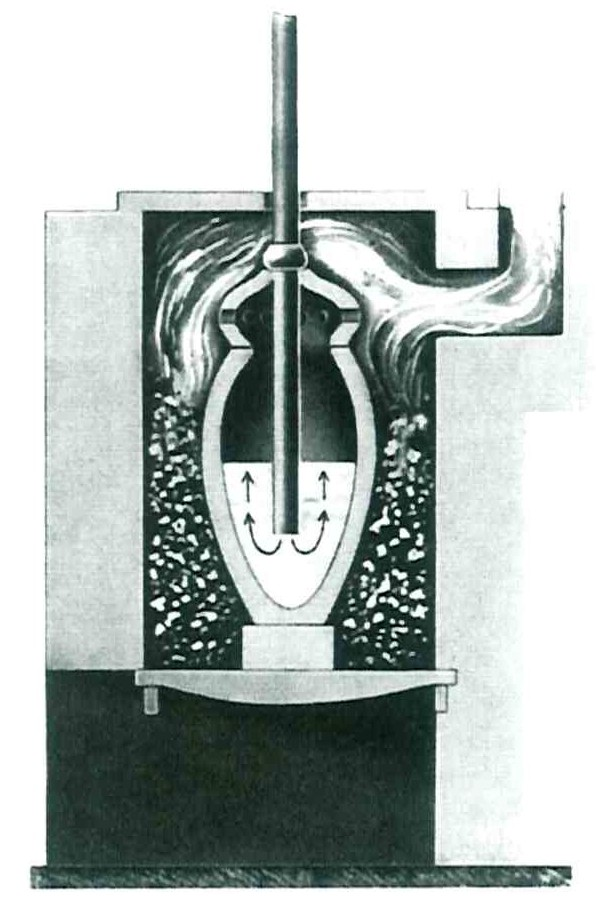
Converter van 1856

Het bessemerprocedé is een productiewijze voor het in een convertor verkrijgen van staal uit ruwijzer uit een hoogoven.
In het bessemerprocedé (oxystaalproces) (ontwikkeld door Henry Bessemer (1813-1898), naar de uitvinding van een failliete staalfabrikant uit Kentucky, William Kelly) wordt het teveel aan koolstof geoxideerd door lucht door het gesmolten ruwijzer te blazen. Daarbij verbrandt de koolstof tot koolzuurgas in de luchtstroom, zodat de koolstof als brandstof voor het proces fungeert. Als het proces eenmaal op gang is, onderhoudt het zichzelf zonder verdere toevoeging van brandstof. Het is dus een economisch proces.
Binnen vijf jaar kreeg het bessemerproces een rivaal. De Siemens-Martinoven is een vlamoven waarin ruwijzer, ijzererts en schroot in zodanige verhoudingen worden gesmolten dat de meeste koolstof en zuurstof als koolstofmonoxide ontsnappen. Met dit gas wordt de luchtstroom voorverhit. In 1900 leverde deze voordelige methode zelfs meer staal op dan het bessemerprocedé.

## Afbeeldingen

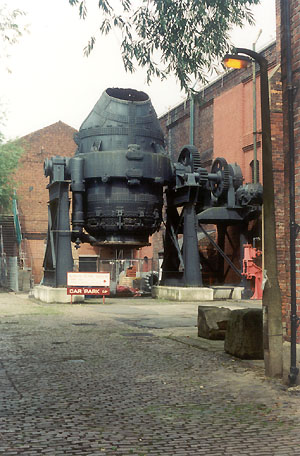
Bessemerconverter (Sheffield)
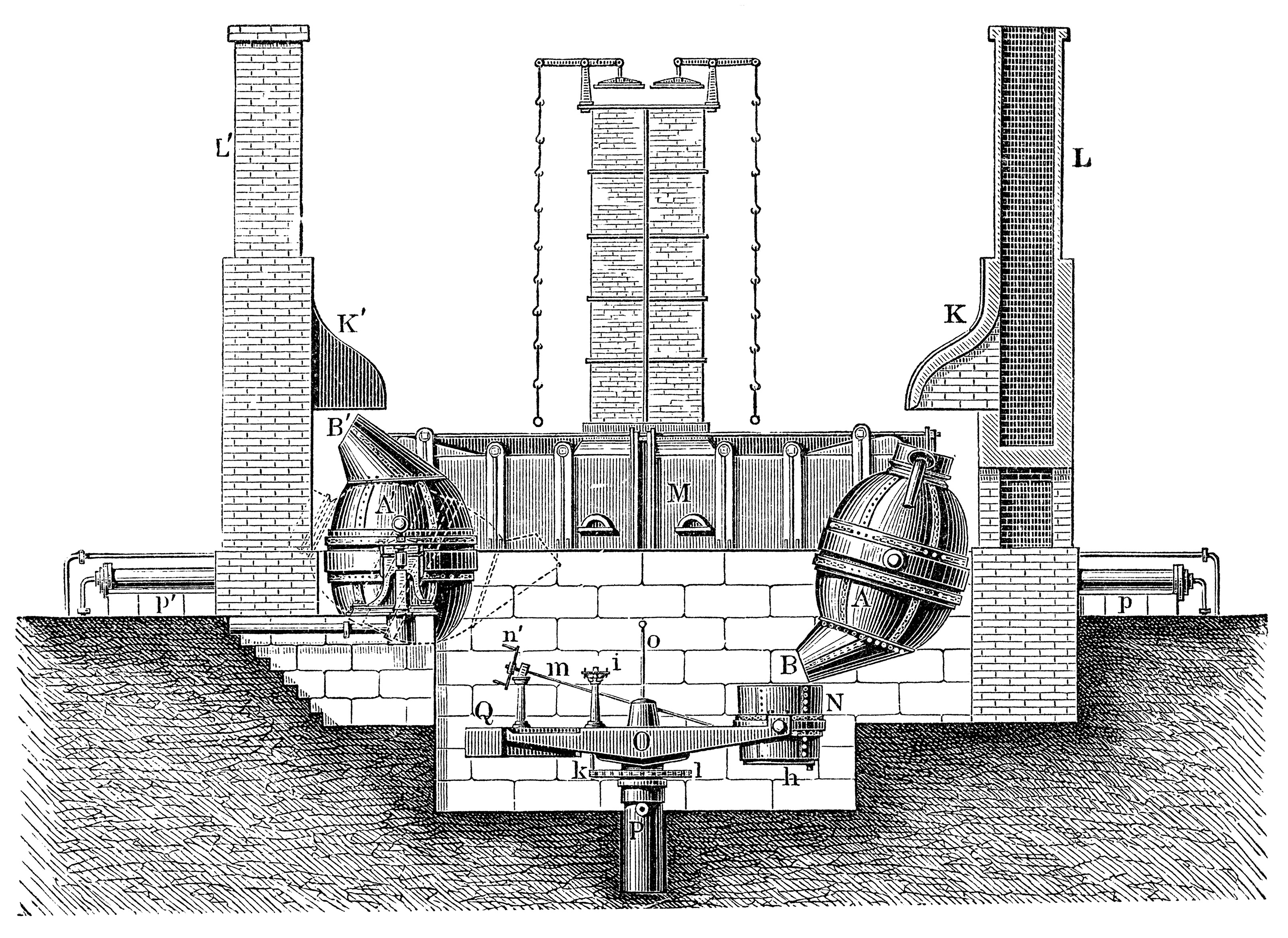
Bessemerinstallatie
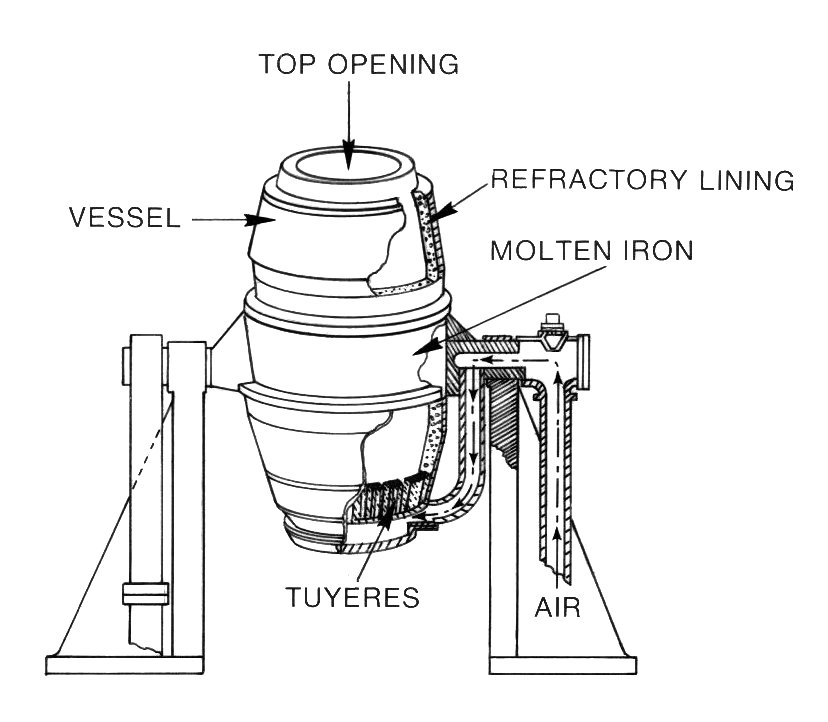
Bessemerconverter